# Нуштайкіно
Нушта́йкіно (рос. Нуштайкино) — село у складі Бугурусланського району Оренбурзької області, Росія.

## Населення
Населення — 451 особа (2010; 475 у 2002).
Національний склад (станом на 2002 рік):
- мордва — 67 %